# Il diario del vampiro - L'ombra del male
 Il diario del vampiro - L'ombra del male è l'8º libro della saga di Il diario del vampiro di Lisa J. Smith, pubblicato nel 2010 negli Stati Uniti e l'8 giugno 2010 in italiano. È la seconda parte di The Vampire Diaries. The Return: Shadow Souls.

## Trama
Elena, Bonnie, Meredith e Damon si infiltrano nell'alta società della Dimensione Oscura per trovare le chiavi magiche che libereranno Stefan dalla prigione nella quale è rinchiuso. Nel frattempo, a Fell's Church, il loro amico Matt si sta nascondendo alla polizia, che lo accusa ingiustamente di violenza sessuale, mentre combatte con la signora Flowers contro i kitsune Shinichi e Misao, che vogliono distruggere la città, e i loro Malach, esseri tentacolari che controllano le persone. Elena e Damon trovano le chiavi e liberano Stefan. Mentre escono dalla prigione, un kitsune buono consegna loro un bouquet per Stefan. Mentre tornano al pensionato della signora Flowers, Damon, spinto dalla curiosità, annusa il bouquet: il fiore che lo compone lo trasforma immediatamente in un essere umano.

## Edizioni
- Lisa Jane Smith, Il diario del vampiro. L'ombra del male, Nuova Narrativa Newton, 2010,  pp. 240 pagine, ISBN 978-88-541-1885-0.
- Lisa Jane Smith, Il diario del vampiro. L'ombra del male - Mezzanotte - L'alba, Grandi Tascabili Contemporanei, 2013,  pp. 544 pagine, ISBN 978-88-541-5036-2.
- Lisa Jane Smith, Il diario del vampiro. 10 romanzi in 1, I Superinsuperabili, 2013,  pp. 1472 pagine, ISBN 978-88-541-5516-9.
- Lisa Jane Smith, Il diario del vampiro. L'ombra del male, Newton Compton collana King, 12 luglio 2018, pp. 256 pagine, ISBN 978-8822718020.